# Robert Vince
Robert Vince (* 8. April 1962 in Vancouver) ist ein kanadischer Filmproduzent, Drehbuchautor und Filmregisseur. Eine seiner bekanntesten Produktionen ist die Air-Bud- und auch die Air-Buddies-Reihe.

## Karriere
Robert Vince besuchte die Mount Allison University, die er 1985 beendete. Gemeinsam mit seinem Bruder William Vince entschied er sich für die Filmbranche. Er hat sich darauf spezialisiert, meist Filme mit Kindern und Tieren zu machen und sagte von sich selbst: „Ich arbeite sehr gerne mit Tieren und Kindern. Es ist so eine ehrliche Art von Aufführung. Sie geben kompromisslos, was sie können. Wenn ein Kind ausgewählt wird, das viel Süße und Freundlichkeit zeigt, wird dies auf dem Bildschirm angezeigt.“
Bevor Vince seine Regiekarriere startete, leitete er das Produktionsunternehmen „Keystone Entertainment“, wo er über 30 Filme produzierte und inszenierte und meist mit Disney, Miramax und Warner Bros. Entertainment zusammenarbeitete. Bei seiner vielseitigen Tätigkeit hat er 2000 auch in dem Film Jack: Der beste Affe auf dem Eis als Hockeyspieler in einer Nebenrolle mitgespielt.
1997 wurde er gemeinsam mit William Vince mit dem Golden Reel Award für den Film Air Bud – Champion auf vier Pfoten ausgezeichnet. 2019 gewann er den Leo Award für die Serie Welpenakademie.
Er ist mit Anne Vince verheiratet und hat zwei Söhne.

## Filmografie (Auswahl)
Als Filmproduzent
- 1991: Café Romeo
- 1992: Taxi in den Tod (Black Ice)
- 1993: Catman (Dangerous Desires)
- 1994: Der Skalpell-Mörder (Breaking Point)
- 1994: Double Cross – Eine heiße Intrige (Double Cross)
- 1994: New York Killer – Die Kunst des Tötens (Killer)
- 1995: Seitensprung mit Folgen (Malicious)
- 1995: The Final Cut – Tödliches Risiko (The Final Cut)
- 1996: Vatertag – Ein guter Tag zum Sterben (Underworld)
- 1997: Air Bud – Champion auf vier Pfoten (Air Bud)
- 1998: So gut wie tot (Hoods)
- 1998: Air Bud 2 – Golden Receiver (Air Bud: Golden Receiver)
- 2002: Air Bud 4 – Mit Baseball bellt sich’s besser (Air Bud: Seventh Inning Fetch)
- 2003: Projekt Spymate (Spymate)
- 2003: Air Bud 5 – Vier Pfoten schlagen auf (Air Bud: Spikes Back)
- 2004: Chestnut – Der Held vom Central Park (Chestnut: Hero of Central Park)
- 2006: Air Buddies – Die Welpen sind los (Air Buddies)
- 2008: Snow Buddies – Abenteuer in Alaska (Snow Buddies)
- 2009: Space Buddies – Mission im Weltraum (Space Buddies)
- 2009: Santa Buddies – Auf der Suche nach Santa Pfote (Santa Buddies)
- 2010: Santa Pfotes großes Weihnachtsabenteuer (The Search for Santa Paws)
- 2011: Spooky Buddies – Der Fluch des Hallowuff-Hunds (Spooky Buddies)
- 2012: Treasure Buddies – Schatzschnüffler in Ägypten (Treasure Buddies)
- 2012: Santa Pfote 2 – Die Weihnachts-Welpen (Santa Paws 2: The Santa Pups)
- 2013: Super Buddies

Als Filmregisseur/Drehbuchautor
- 1999: Herzog Hubert – Hundeadel verpflichtet (The Duke, nur Drehbuch)
- 2000: Jack – extrem schnell (MVP: Most Valuable Primate)
- 2001: Air Bud 3 – Ein Hund für alle Bälle (Air Bud 3: World Pup, nur Drehbuch)
- 2002: Air Bud 4 – Mit Baseball bellt sich’s besser (Air Bud: Seventh Inning Fetch)
- 2003: Projekt Spymate (Spymate)
- 2004: Chestnut – Der Held vom Central Park (Chestnut: Hero of Central Park, nur Regie)
- 2006: Air Buddies – Die Welpen sind los (Air Buddies)
- 2008: Snow Buddies – Abenteuer in Alaska (Snow Buddies)
- 2009: Space Buddies – Mission im Weltraum (Space Buddies)
- 2009: Santa Buddies – Auf der Suche nach Santa Pfote (Santa Buddies)
- 2010: Santa Pfotes großes Weihnachtsabenteuer (The Search for Santa Paws)
- 2011: Spooky Buddies – Der Fluch des Hallowuff-Hunds (Spooky Buddies)
- 2012: Treasure Buddies – Schatzschnüffler in Ägypten (Treasure Buddies)
- 2012: Santa Pfote 2 – Die Weihnachts-Welpen (Santa Paws 2: The Santa Pups)
- 2013: Super Buddies
- 2015: Russell Wahnsinn (Russell Madness)
- 2016: Monkey Up
- 2016: Wuff Star (Pup Star)
- 2017: Wuff Star – Doppelt bellt besser (Pup Star: Better 2Gether)
- 2018: Wuff Star – Rund um die Welt (Pup Star: World Tour)
- 2018: Puppy Star Christmas
- 2019: Welpenakademie (Pup Academy, Fernsehserie, nur Regie)
- 2020: Russell Maniac (Fernsehserie)